# Chicago Chicago
Chicago Chicago (Gaily, Gaily) è un film del 1969 diretto da Norman Jewison.
Il soggetto è tratto da un libro autobiografico di Ben Hecht: Gaily, Gaily.

## Trama
Nel 1910 il giovane Ben Harvey se ne va da casa e va a Chicago dove incontra una donna, Lil, che è la tenutaria di un bordello che l'ingenuo Ben ritiene sia una pensione. Fa anche amicizia con una prostituta, Adeline. Incontra varie persone, tra cui un giornalista e insieme indagano sulla corruzione politica nella città.